# Franc Žižmond
Franc Žižmond, slovenski kapelnik in glasbeni pedagog, * 4. januar 1918, Šentjošt pri Novem mestu, † 31. oktober 1987, Šempeter pri Gorici.

## Življenje in delo
Franc Žižmond je bil po rodu z Vogrskega na Vipavskem.
Prvo glasbeno znanje je nabiral pri organistu in pevovodji Romanu Siliču, kjer se je naučil igranja različnih instrumentov, pomembno pa je nanj vplivalo tudi sodelovanje v orkestru XI. armadnega zbora v Vidmu med služenjem rednega vojaškega roka v italijanski vojski.
Od začetka leta 1944 je v partizanih delal v partizanskih tiskarnah (tehnikah), leta 1945 se je udeležil pevovodskega tečaja pri Francetu Maroltu.

## Orkestri
Po vojni je v domačem kraju vodil godbo (v presledkih od leta 1945 pa vse do 1983), katere je bil pred leti tudi sam ustanovni član (danes je to Pihalni orkester Vogrsko), pevski zbor in plesni orkester.
V letih med 1950 do 1952 je vodil in poučeval v glasbeni šoli v Ajdovščini, kasneje pa služboval v Anhovem, kjer je do leta 1977 vodil godbo tamkajšnjega društva »Svoboda« (današnji Pihalni orkester Salonit Anhovo).
Organiziral je različne pihalne godbe na Goriškem, med drugim je vodil tudi orkestra v Novi Gorici (danes Goriški pihalni orkester 1962–1971) in Tolminu (1979–1987).

## Diskografija
- Pihalni orkester Vogrsko – Vogrinskih 70, dirigent Tomaž Škamperle (COBISS) (CD, Krt, 2004)